# Élections étatiques de 2022 dans l'État d'Aguascalientes
Les élections étatiques de 2022 dans l'État d'Aguascalientes se tiennent le 5 juin 2022, afin d'élire le gouverneur de l'État d'Aguascalientes pour un mandat de 6 ans.

État d'Aguascalientes.

## Mode de scrutin
Le gouverneur est élu au scrutin uninominal majoritaire à un tour.

## Résultats
|                        | C'est pour Aguascalientes - Parti action nationale (PAN) - Parti révolutionnaire institutionnel (PRI) - Parti de la révolution démocratique (PRD) | María Teresa Jiménez Esquivel (PAN) | 255 382   | 55,22 |  |  |
|                        | Mouvement de régénération nationale (MORENA) | Nora Ruvalcaba Gámez                | 160 167   | 34,63 |  |  |
|                        | Mouvement citoyen (MC) | Anayeli Muñoz Moreno                | 33 087    | 7,15  |  |  |
|                        | Travailler vert pour Aguascalientes - Parti du travail (PT) - Parti vert écologiste du Mexique (PVEM)                                             | Martha Márquez Alvarado (PT)        | 7 474     | 1,62  |  |  |
|                        | Force pour le Mexique (FxM) | Natzielly Rodríguez Calzada         | 6 388     | 1,38  |  |  |
|                        | |                                     |           |       |  |  |
| Suffrages exprimés     | Suffrages exprimés | Suffrages exprimés                  | 462 498   | 97,29 |  |  |
| Votes nuls             | Votes nuls | Votes nuls                          | 12 885    | 2,71  |  |  |
| Total                  | Total | Total                               | 475 383   | 100   |  |  |
| Abstention             | Abstention | Abstention                          | 560 350   | 54,10 |  |  |
| Inscrits/Participation | Inscrits/Participation | Inscrits/Participation              | 1 035 733 | 45,90 |  |  |